# Schijtluis
Schijtluis is een boek uit 2014 van de Nederlandse cabaretière Marjolijn van Kooten. In het boek beschrijft ze haar leven met een angststoornis. Ze heeft tevens interviews afgenomen met Sylvia Witteman, René van der Gijp en Ingmar Heytze waarin ze vertellen over hun eigen angsten. Psychiater Bram Bakker schreef het voorwoord.
Na het boek startte Van Kooten met de theatervoorstelling Geen paniek, eveneens over angststoornissen. Deze voorstelling deed zij  samen met Bram Bakker.